# فرنچ استوارت
فرنچ استوارت (انگلیسی: French Stewart؛ زادهٔ ۲۰ فوریهٔ ۱۹۶۴) بازیگر اهل ایالات متحده آمریکا است. وی از سال ۱۹۹۲ میلادی تاکنون مشغول فعالیت بوده است.
از فیلم‌های معروف او می‌توان به بازی در فیلم‌های ترک لاس وگاس، تردید در درخشش، گله، اگر می‌دانستم یک نابغه هستم، عشق حقیر و روزگارشان را سیاه کن، مالون اشاره کرد.